# Karel Hrdý
Karel Hrdý (7. září 1942 – 30. ledna 2016) byl český politik, v 90. letech 20. století poslanec České národní rady a Poslanecké sněmovny za ČSSD, později za KDU-ČSL, počátkem 21. století náměstek ministryně školství.

## Biografie
Ve volbách v roce 1992 byl zvolen do České národní rady za ČSSD (volební obvod Severočeský kraj). Zasedal ve výboru pro veřejnou správu, regionální rozvoj a životní prostředí. Byl aktivní v okresním výboru ČSSD Liberec.
Od vzniku samostatné České republiky v lednu 1993 byla ČNR transformována na Poslaneckou sněmovnu Parlamentu České republiky. Mandát poslance zastával do konce funkčního období parlamentu, tedy do voleb v roce 1996. Zpočátku byl i předsedou poslaneckého klubu ČSSD. V červenci 1994 ho ale na tomto postu vystřídal Zdeněk Trojan. V září 1995 Hrdý přestoupil do poslaneckého klubu KDU-ČSL. Krátce předtím opustil poslanecký klub ČSSD a ukončil i své členství v sociální demokracii. Zdůvodnil to výhradami s počínáním některých předáků ČSSD. Kritizoval rovněž konjunkturální přestupy morálně a politicky nekvalitních politiků do ČSSD. Z ČSSD ale zaznělo, že pravou příčinou jeho odchodu byla nespokojenost s pozicí na kandidátní listině pro sněmovní volby chystané na následující rok. Hrdý tato zdůvodnění odmítl a označil svůj odchod ze strany jako výraz nespokojenosti s posunem ČSSD doleva na politickém spektru. Koncem září 1995 požádal o přijetí za člena KDU-ČSL v místní organizaci Hrádek nad Nisou.
Za lidovce pak neúspěšně kandidoval v sněmovních volbách roku 1996 Po neúspěchu ve volbách ohlásil, že má zájem se nadále angažovat v komunální politice. Kandidaturu do senátu odmítl. Následně se stal ministerským úředníkem. Roku 1997 je uváděn na postu vrchního ředitele sekce mezinárodních vztahů ministerstva pro místní rozvoj. Opět se o zvolení do sněmovny za KDU-ČSL pokusil ve volbách v roce 1998.
V lidové straně se angažoval i později. Roku 2001 působil jako místopředseda krajské organizace strany v Libereckém kraji. A na této stranické pozici se udržel až do roku 2003. V roce 2002 je Karel Hrdý zmiňován jako ředitel Krajské správy silnic v Libereckém kraji. Byl kromě toho funkcionářem tenisového svazu v severních Čechách. Po sněmovních volbách v roce 2002 ho Petra Buzková ustanovila svým náměstkem na ministerstvu školství. Roku 2003 se navíc stal vládním zmocněncem pro přípravu mistrovství světa v hokeji v Praze. Jeho kariéra náměstka skončila v roce 2006, kdy ho nová ministryně Miroslava Kopicová odvolala.
Před senátními volbami v roce 2004 s ním původně KDU-ČSL počítala jako se svým kandidátem za senátní obvod č. 34 - Liberec, ale v srpnu 2004 oznámil, že ze zdravotních důvodů z kandidátky odstupuje.
Angažoval se i v komunální politice. V letech 1990–1992 působil jako starosta města Hrádek nad Nisou. V komunálních volbách roku 1994, komunálních volbách roku 1998 a komunálních volbách roku 2006 neúspěšně kandidoval do zastupitelstva Hrádku nad Nisou, nejprve za ČSSD, od roku 1998 za KDU-ČSL. Profesně se uváděl jako státní zaměstnanec.